# العاصفة في الشرق الأوسط (1950)

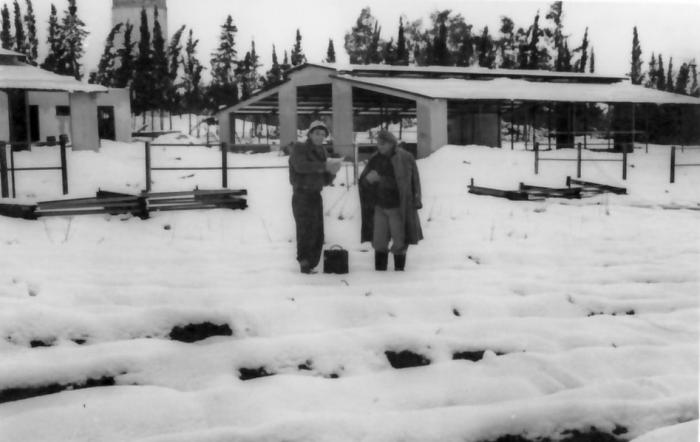
تساقط الثلوج في كيبوتس غان شموئل، 1950.

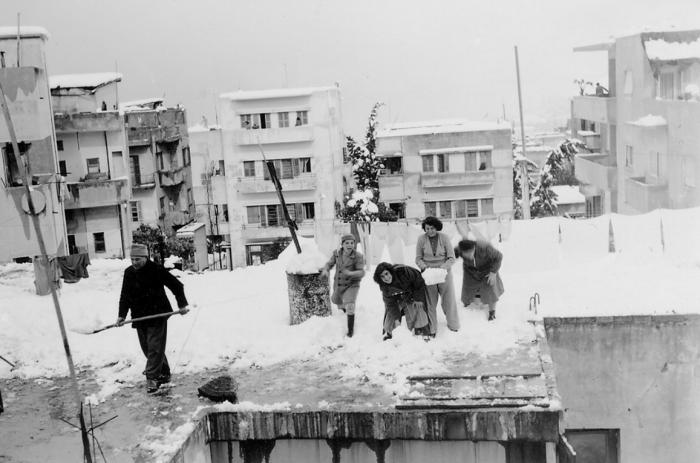
إزالة الثلوج في حيفا.

العاصفة في الشرق الأوسط (1950) هي عاصفة ثلجية عنيفة وتاريخية تعرضت لها منطقة الشرق الأوسط وتحديداً منطقة بلاد الشام وسيناء وتركيا وقبرص وشمال السعودية في 6 فبراير من عام 1950، وتعد أعنف عاصفة ثلجية ضربت المنطقة منذ مئات السنين. يُذكر أن العاصفة تسببت بتساقط الثلوج في أماكن لم تعهد أبداً تساقطه، مثل سواحل البحر الأبيض المتوسط ومنطقة الأغوار الشمالية والبحر الميت الذي يعد أخفض بقعة في العالم إذ يبلغ ارتفاعه 400 متر دون مستوى سطح البحر، بحيث لم تتكرر هذه الظاهرة النادرة منذ ذلك الحين. تسببت العاصفة أيضاً بمقتل المئات من اللاجئين الفلسطينيين في المخيمات الذين هُجروا قسراً بعد حرب 1948.

## الأرصاد الجوية
حدثت العاصفة الثلجية نتيجة اندفاع كتلة هوائية شديدة البرودة من القطب الشمالي مباشرة باتجاه منطقة بلاد الشام عبر تركيا متسببة بعواصف ثلجية كثيفة وانخفاض قياسي في درجات الحرارة، حيث وصلت درجة الحرارة في طبقة 850 هكتوباسكال إلى -10 وهو رقم قياسي.

## الأحداث حسب البلد

### فلسطين
في 6-7 فبراير، بدأ تساقط الثلوج بكثافة في جميع أنحاء البلاد. بلغ العمق 60 سم في صفد و 100 سم في القدس و 17 سم في حيفا و 12-19 سم في تل أبيب واللد. كما تساقطت الثلوج في الجبال المحيطة ببحيرة طبريا وفي النقب.

### الأردن
بدأ تساقط الثلوج في الأردن في 6 فبراير، حيث وصل عمق الثلوج إلى حوالي المتر في العاصمة الأردنية عمان. امتد تساقط الثلوج في 8 فبراير إلى أخفض بقعة الأردن والعالم، وهي منطقة البحر الميت التي يبلغ ارتفاعها 400 متر دون مستوى سطح البحر، حيث وصل عمق الثلوج فيها إلى 8 سم. يُذكر أن البرودة الشديدة تسببت بمقتل 70 شخص من الأردنيين واللاجئين الفلسطينيين في الأردن.

### لبنان
في 5-6 فبراير، بدأ تساقط الثلوج بكثافة في جميع أنحاء البلاد و تخطت سماكة الثلوج ٢٠ سنتم في العاصمة بيروت و تخطت المتر فوق ارتفاعات ٥٠٠ متر عن سطح البحر مع نهاية العاصفة و سجلت درجات الحرارة ارقاما قياسية وصلت الى 20 درجة تحت الصفر على الجبال المتوسطة خلفت العاصفة العديد من الاضرار الجسيمة على جميع الأصعدة الزراعية،المادية،و البشرية.